# Baeotis bacaenita
Baeotis bacaenita är en fjärilsart som beskrevs av William Schaus 1902. Baeotis bacaenita ingår i släktet Baeotis och familjen Riodinidae. Inga underarter finns listade i Catalogue of Life.